# Herzoglich Anhalt-Dessausches Justizamt Norkitten
Das Herzoglich Anhalt-Dessausches Justizamt Norkitten war ein Patrimonialgericht mit Sitz in Norkitten.

## Geschichte
Im 18. Jahrhundert wurde Norkitten Hauptsitz der anhalt-dessauischen Güter, die Fürst Leopold I. von Anhalt-Dessau (der „Alte Dessauer“) hier zwischen 1721 und 1726 für etwa 14.000 Reichstaler erwarb, nachdem das Gebiet 1709 und 1710 durch die große Pest von 1708 bis 1714 mehr als die Hälfte aller Bewohner verloren hatte. Rechtlich war dieses Gebiet nicht Eigentum des Landes Anhalt, sondern Privatbesitz des Herzogshauses Anhalt und blieb dies bis zur Vertreibung und Enteignung im Jahre 1944/1945.
Mit dem Besitz verbunden war die Gerichtsbarkeit erster Instanz. Das Herzoglich Anhalt-Dessausches Justizamt Norkitten bestand bis zur Märzrevolution. 1849 wurde in Preußen die Patrimonialgerichtsbarkeit abgeschafft und so auch das Justizamt Norkitten aufgehoben. 1837 umfasste der Gerichtsbezirk 6350 Gerichtseingesessene und 42 Ortschaften. Dies waren Albrechtsthal, Almenhausen, Birkenfeld mit Vorwerk, Groß- und Klein-Bubainen, Caskaunen, Cosacken mit Vorwerk und Ziegelei, Damerau, Eichenwalde, Eichenbruch, Eszeratschen, Friedrichswalde, Frohnertswalde, Görschenwalde, Hopfenau, Kirchland, Kreuwutschen, Kuhrfließ, Kumpochen, Kuthkehmen, Mangarten, Meschullen, Milchbude, Worinlaucken, Neuendorf, Norbitten mit Ziegelei, Paracteniken mit Vorwerk, Fährhaus und Mühle, Pfeiffershöhe, Piaten, Puschdorf, Ranglacken, Rose, Schiesberg, Schwägerau, Sittenfeld, Stablacken, Stuterei, Waldhausen, Weinothen, Wieperninken, Wiesenhorst und Wittgirren. Am Gericht war ein Richter und drei weitere Mitarbeiter beschäftigt.